# コンクール・ゲーザ・アンダ
コンクール・ゲーザ・アンダはスイスのチューリッヒで行われている国際ピアノコンクール。

## 概要
正式名称はフランス語で、Concours Géza Andaだが、一般的にはゲザ・アンダ国際ピアノコンクール、あるいはアンダ・ゲーザ国際ピアノコンクールの名称でも通用している。
課題曲が細かく指定されており、モーツァルト、ベートーヴェン、リスト・バルトークなど作曲家ごとに特別賞が設けられている。
第1位受賞者に与えられる契約内容(3年間の支援)を誇っており、多くの日本語の出版物にもそれが掲載されているが、2024年現在少子高齢化によってコンクールの供給過多が問題となった現在では、コンクール・ゲーザ・アンダの開催後の待遇に他所と格差がついていることはほぼない。日本人の優勝者がこれまで全く出ていない。
日本人へ何度でも優勝が発給される多くの国際ピアノコンクールとは異なり、メンデルスゾーンの無言歌やブラームスのバラード、シューベルトの３つの小品D946を出すなど、超難曲の出題は一貫して廃されている。また、リサイタルの中で自由曲は5分しか弾けないなど、課題の選定には細心の注意が図られている点も特徴として認められる。
2024年の規約はリサイタル2回、協奏曲2回になった。しかし、1度目のオーディション25分は60分ほど用意させて抽選で25分に絞り、1度目のリサイタル50分はプログラム50分相当を3つ用意しなければならず、最後の協奏曲は抽選で1曲が選ばれるため協奏曲はセミファイナルとファイナルを含め3曲持参しなければならない。全4ステージ中3ステージでプログラムの抽選がなされる点が、多くの国際ピアノコンクールと隔たりがある。
アンダ・ゲーザの得意としたシューマンとモーツァルトに特別賞が出されていたが、2024年に規約が大幅に見直されて特別賞は6賞になった。
過去の第1位には、大型のソリストに成長したClaire Huangciがいる。

## 受賞者
| 回 | 年   | 第1位                                                      | 第2位                                    | 第3位                 |
| -- | ---- | ---------------------------------------------------------- | ---------------------------------------- | --------------------- |
| 1  | 1979 | Georges Pludermacher                                       | 備考                                     |                       |
| 2  | 1982 | Heidrun Holtmann                                           | Hung-Kuan Chen                           | Laurent Cabasso       |
| 3  | 1985 | (not awarded)                                              | 同着: Yukino Fujiwara and Hüseyin Sermet | Michael Endres        |
| 4  | 1988 | Konstanze Eickhorst                                        | Yukino Fujiwara                          | Ricardo Castro        |
| 5  | 1991 | Dénes Várjon                                               | Konstantin Scherbakov                    | Matthias Kirschnereit |
| 6  | 1994 | Pietro De Maria                                            | Yoshiko Iwai                             | Luca Ballerini        |
| 7  | 1997 | Corrado Rollero                                            | Roustem Saitkoulov                       | 今嶺由香              |
| 8  | 2000 | Filippo Gamba                                              | Henri Sigfridsson                        | Andrey Shibko         |
| 9  | 2003 | Alexei Volodin                                             | Sergey Kuznetsov (pianist)               | 河村尚子              |
| 9  | 2003 | モーツァルト-シューマン賞: Christoph Berner                |                                          |                       |
| 10 | 2006 | Sergey Koudriakov                                          | Nikolai Tokarev (pianist)                | Tomomi Okumura        |
| 11 | 2009 | Jinsang Lee                                                | Alexei Zuev                              | Tatiana Kolesova      |
| 11 | 2009 | Jinsang Leeは モーツァルト賞、シューマン賞、聴衆賞も受賞   |                                          |                       |
| 12 | 2012 | Varvara Nepomnyashchaya                                    | Dasol Kim                                | Elmar Gasanov         |
| 12 | 2012 | Elmar Gasanovは シューマン賞も受賞                         |                                          |                       |
| 13 | 2015 | Andrew Tyson                                               | Aleksandr Shaikin                        | Rolando Rolim         |
| 14 | 2018 | Claire Huangci                                             | Jong Hai Park                            | Sergey Tanin          |
| 15 | 2021 | Anton Gerzenberg                                           | Julian Trevelyan (pianist)               | Marek Kozák           |
| 15 | 2021 | Julian Trevelyan (pianist) は モーツァルト賞、聴衆賞も受賞 |                                          |                       |